# 立正大学グリークラブ
立正大学グリークラブ（りっしょうだいがくグリークラブ　英語: Rissho University Glee Club）とは、立正大学で活動する混声合唱団である。通称は「立正グリー」。

## 概要
立正大学グリークラブは、1955年に4月に創立された立正大学男声合唱団を母体とし、その後1964年4月に「立正大学グリークラブ」と改名した。1965年に第1回の定期演奏会を挙行して以来50年以上の歴史を誇り現在も積極的な活動を行っている。全日本合唱コンクールの常連であり高い評価を受けている。2020年1月現在、定期演奏会は55回を数える。
現在の常任指揮者は山脇卓也。ピアニストは篠田千晶である

## 沿革
- 1955年 4月 立正大学男声合唱団創立
- 1958年 4月 混声合唱団に変更
- 1959年 4月 再度、男声合唱団に変更
- 1964年 4月 立正大学グリークラブと改名
- 1965年 12月 第1回定期演奏会
- 1976年 4月 混声合唱団に変更
- 1984年 12月 第20回定期演奏会（OB・OGとともに合同演奏を行う）
- 1994年 12月 第30回定期演奏会（OB・OGとともに合同演奏を行う）
- 2001年 11月 第54回全日本合唱コンクールにおいて金賞・カワイ賞・文部大臣奨励賞・NHK賞・シード権を獲得
- 2002年 4月 Tokyo Cantat 2002 へ出演
- 2002年 11月 第55回全日本合唱コンクール全国大会において金賞・NHK賞を獲得
- 2002年 12月 第38回定期演奏会において委嘱作品「組曲・原体剣舞連」(作詞宮沢賢治 作曲鈴木輝昭)を初演にて演奏｡定期演奏会にて客演ピアニストとして鈴木あずさを迎える
- 2003年 4月 Tokyo Cantat 2003 へ出演
- 2003年 11月 第56回全日本合唱コンクール全国大会において金賞・NHK賞・シード権を獲得
- 2004年 3月 「水と緑の全国音楽祭」（福島県郡山市）へ出演
- 2004年 4月 Tokyo Cantat 2004 へ出演
- 2004年 11月 第57回全日本合唱コンクール全国大会において金賞・NHK賞・シード権を獲得
- 2005年 1月 第40回記念定期演奏会(OB/OGと共に原体剣舞連を全曲初演)、アンコールで鈴木輝昭指揮によるAve verm corps(Morz)を演奏
- 2005年 4月 Tokyo Cantat 2005 へ出演
- 2005年 11月 第58回全日本合唱コンクール全国大会において金賞・NHK賞・シード権を獲得
- 2006年 8月 軽井沢合唱フェスティバルへ出演
- 2006年 11月 第59回全日本合唱コンクール全国大会において銀賞を獲得
- 2007年 6月 第5回卓友会定期演奏会に賛助出演､「Cosmic Eregy」(草野心平作詞 千原英喜作曲)を委嘱初演
- 2007年 11月 第60回全日本合唱コンクール全国大会において銀賞を獲得
- 2008年 11月 第61回全日本合唱コンクール全国大会において銀賞を獲得
- 2008年 12月 第44回定期演奏会にて「牡丹圏」「わが叙情詩」(草野心平作詞 千原英喜作曲)を委嘱初演､アンコールで千原英喜指揮による「寂庵の祈り」(千原英喜)を演奏
- 2009年 11月 第62回全日本合唱コンクール全国大会において銀賞を獲得
- 2011年 6月 立正大学主催、東日本大震災支援を目的とした演奏会へ出演、イェール大学合唱団"THE YALE ALLEY CATS"と共演
- 2011年 11月 第64回全日本合唱コンクール全国大会において銅賞を獲得 混声合唱のための奇想曲「正倉院狩猟文銀壺」(草野心平作詞 千原英喜作曲)を委嘱初演
- 2012年 6月 JCDA合唱の祭典2012 歌の願い～震災復興応援コンサート～において千原英喜氏のピアノ伴奏による「宮沢賢治の最後の手紙」を演奏
- 2013年 6月 JCDA日本合唱指揮者協会創立50周年記念委嘱新作発表コンサートにおいて「女よ輝きを秘めた色艶となれ」(大岡信作詞 鈴木輝昭作曲）、「ふるさとは」(室生犀星作詞 寺嶋陸也作曲)を委嘱初演
- 2013年 10月 黛敏郎作曲 オラトリオ「日蓮聖人」へ出演
- 2014年 9月 第69回東京都合唱コンクールにおいて金賞を獲得
- 2018年 9月 第74回東京都合唱コンクールにおいて銅賞を獲得
- 2018年 第54回定期演奏会においてOB・OGとともにわが抒情詩、鬼女(草野心平作詞 千原英喜作曲)を演奏。
- 2019年 9月 第74回東京都合唱コンクールにおいて金賞（部門二位）を獲得

## 演奏会
現在定期的に行われている演奏会は以下の通り。
- 定期演奏会（毎年2月）

その他、全日本合唱コンクール、東京都合唱コンクール、東京都合唱祭等の演奏会に定期的に参加している。

## 主な委託作品と初演作品
現在までの立正大学グリークラブの主な委託作品と初演作品は以下の通り。
- 「組曲・原体剣舞連」(作詞宮沢賢治 作曲鈴木輝昭)
- 「Cosmic Elegy for chorus」(作詞草野心平 作曲千原英喜)
- 「牡丹圏」(作詞草野心平 作曲千原英喜)､
- 「わが抒情詩」(作詞草野心平 作曲千原英喜)､
- 「鬼女」(作詞草野心平 作曲千原英喜)
- 「正倉院狩猟文銀壺」(作詞草野心平 作曲千原英喜)